# Božidar Petrač
Božidar Petrač (Zagreb, 21. srpnja 1952.) je hrvatski književnik. Piše pjesme, sastavlja antologije i urednikom je književnih izdanja. Bavi se politikom. Bio je zastupnikom u Hrvatskom državnom saboru u 2. sazivu.
Predsjednik je Društva hrvatskih književnika od 11. lipnja 2011. godine; dotad je obnašao dužnost potpredsjednika.
Bio je urednikom dnevnog lista Vjesnika 1993. godine nakon Radovana Stipetića, a na njegovo je mjesto poslije došao Krešimir Fijačko.
Sudionik je Dana kršćanske kulture.
Članom je stručnog ocjenjivačkog povjerenstva za dodjelu nagrade Glasa Koncila i izbor izabranih radova te nagrade Susreta hrvatskoga duhovnoga književnoga stvaralaštva Stjepan Kranjčić.
Godine 2022. osvojio je nagradu „Zvane Črnja”, godišnju nagradu za najbolju hrvatsku knjigu eseja.

## Djela
(izbor)
- Na tuđim tragovima
- Jakovljeve ljestve Hrvatske lirike
- Majci, Kraljici mira
- Hrvatska lađa - izbor pjesničkih i proznih tekstova, te dokumenata o stvaranju neovisne, suverene države Hrvatske i o Domovinskom ratu 1990. – 1992. (suautor: Vlado Pandžić)

Sastavio je antologije:
- Kip domovine : antologija hrvatske rodoljubne poezije XIX. i XX. stoljeća (autori koje je uvrstio u antologiju su: Antun Mihanović, Pavao Štoos, Ljudevit Gaj, Stanko Vraz, Dimitrije Demetar, Antun Nemčić, Dragutin Rakovac, Juraj Tordinac, Ljudevit Vukotinović, Ivan Mažuranić, Mirko Bogović, Ivan Kukuljević Sakcinski, Petar Preradović, Ivan Trnski, Ivan Filipović, Matko Baštijan, Luka Botić, August Šenoa, Franjo Ciraki, Mate Meršić Miloradić, Ivan Despot, Rikard Jorgovanić, Đuro Arnold, August Harambašić, Silvije Strahimir Kranjčević, Ante Tresić Pavičić, Antun Gustav Matoš, Dragutin Domjanić, Vladimir Nazor, Musa Ćazim Ćatić, Izidor Poljak, Ljubo Wiesner, Fran Galović, Zvonko Milković, Tin Ujević, Miroslav Krleža, Mate Balota, Nikola Pavić, Tomislav Prpić, Gustav Krklec, Dobriša Cesarić, Sida Košutić, Drago Gervais, Nikola Šop, Dragutin Tadijanović, Srećko Diana, Vanja Radauš, Drago Ivanišević, Ivo Lendić, Jeronim Korner, Ante Jakšić, Vinko Nikolić, Ivan Goran Kovačić, Viktor Vida, Lucijan Kordić, Vinko Kos, Rajmund Kupareo, Jure Kaštelan, Nikola Milićević, Mato Marčinko, Slavko Mihalić, Josip Pupačić, Miroslav S. Mađer, Joja Ricov, Milivoj Slaviček, Anka Petričević, Zlatko Tomičić, Antun Šoljan, Anđelko Vuletić, Drago Britvić, Vladimir Pavlović, Mate Ganza, Dubravko Horvatić, Pajo Kanižaj, Ante Stamać, Andrija Vučemil, Željko Sabol, Gojko Sušac, Stojan Vučićević, Andriana Škunca, Mile Pešorda, Krešimir Šego, Drago Štambuk, Neven Jurica, Ivan Tolj, Miljenko Stojić, Tomislav Domović i Vesna Zovko)
- Mila si nam ti jedina - hrvatsko rodoljubno pjesništvo od Bašćanske ploče do danas (suurednici Josip Bratulić, Stjepan Damjanović, Vinko Brešić)
- Hrvatska uskrsna lirika: od Kranjčevića do danas
- Duša duše hrvatske, antologija novije hrvatske marijanske lirike, (zajedno s Nevenom Juricom)
- U sjeni transcendencije, antologija hrvatskoga duhovnoga pjesništva od Matoša do danas, (suprireditelja Neven Jurica)
- Hvaljen budi, Gospodine moj: sveti Franjo u hrvatskom pjesništvu (supriređivači Vladimir Lončarević, Nevenka Videk)

Priredio je zbirke:
- Povratak: izabrane pjesme Vinka Nikolića (supriređivač: Ivan Tolj)
- Božićne priče
- Ivan Pavao II. i Hrvati (suurednik Franjo Šanjek)